# Livförsäkring
Begreppet livförsäkring är en typ av personförsäkring där själva risken för ett försäkringsfall är knutet till en (ibland flera) personers liv, hälsa eller arbetsförmåga. Livförsäkring som en form av ersättning i händelse av skada på person har funnits sedan romartiden. Livförsäkring i modern mening, där premien baserar sig på sannolikheter och dödsfallsstatistik uppkom 1698 i London för företaget Mercers Company. I Sverige var det Allmänna Änke- och Pupillkassan som var först 1740. Numera är det ett ömsesidigt livförsäkringsbolag. Bolaget är troligen ett av de äldsta ännu existerande livförsäkringsbolagen i världen. Därefter Skandia 1855, följt av Svea i Göteborg 1866 (sedermera uppgått i Skandia), Nordstjernan, Thule (sedermera uppgått i Skandia), Victoria, Allmänna Lifförsäkringsbolaget (båda två uppgick sedermera i Trygg, numera del av SEB TryggLiv).
I stort finns i Sverige två huvudsakliga varianter:
1. Kapitalförsäkring, där ett kapital utfaller vid en viss avtalad tidpunkt.
Kapitalförsäkring har vidare två underkategorier:
  - Kapital som faller ut vid dödsfall (exempelvis om en make/maka/förälder avlider innan viss ålder, oftast pensionsåldern).
  - Kapital som utfaller endast om försäkringstagaren uppnår en viss ålder.
2. Livränteförsäkring, där ett belopp (livräntan) ska betalas ut under en viss period, som startar vid en viss avtalad tidpunkt.

Begreppet livränta, som används i punkt 2 ovan, är inte definierat i lag men det kan karaktäriseras som ett periodiskt belopp som från viss bestämd tidpunkt betalas ut antingen under en persons återstående livstid eller under viss på förhand bestämd tidsperiod. 
Från början tillkom livförsäkringen som ett skydd för efterlevande ekonomiskt om maken, som oftast var familjeförsörjaren avled. Detta var särskilt viktigt innan kvinnor fick tillgång till egen pension. 
I många anställningsförhållanden ingår en "fri" livförsäkring, s.k. tjänstegrupplivförsäkring som ger efterlevande ett grundläggande skydd vid dödsfall. Även bland föreningar är det vanligt med så kallade grupplivförsäkringar. Villkoren är dock ofta sämre än vid en individuell livförsäkring.
Det finns flera olika typer av livförsäkringar som täcker många olika förhållanden. Företagsägare kan till exempel försäkra sig via en kompanjonförsäkring så att de kan köpa ut eventuella ärvda aktieinnehav om kompanjonen dör. Husägare har möjlighet att teckna speciella försäkringar som löser ut huslån, så kallade bolåneskydd, om en av låntagarna avlider.
Utbetalningen från livförsäkringar är skattefri och kommer oftast som en klumpsumma. Beloppet bestäms utifrån ålder, inbetald premie och kan vara baserad på basbelopp eller fasta angivna belopp enligt försäkringens tarriffer.